# 5 прстију
5 прстију (енгл. 5 Fingers) је амерички шпијунски филм из 1952. године, режисера Џозефа Л. Манкевица и продуцента Ота Ланга. Сценарио који је написао Мајкл Вилсон заснован је на књизи Операција Цицерон Лудвига Карла Мојзиша, нацистичког дипломатског аташеа у немачкој амбасади у Анкари (1943–44).
Филм је заснован на истинитој причи о Елјеси Базни, Албанцу по рођењу, шпијунског кодног имена Цицерон, који је радио за нацисте у периоду 1943–44. док је био запослен као собар британског амбасадора у Анкари. Базна би фотографисао строго поверљиве документе и достављао их Францу фон Папену, немачком амбасадору у Турској и бившем немачком канцелару, користећи Мојзиша као посредника.
Џејмс Мејсон глуми Јулисиза Дијела (Цицерон), лика заснованог на Базни. У филму играју и Данијела Даријо, Мајкл Рени, Херберт Бергоф и Волтер Хемпден.

## Радња
У неутралној Турској 1944. године, немачки амбасадор Франц фон Папен среће грофицу Ану Стависку, Францускињу и удовицу про-немачког пољског грофа. Сада сиромашна, грофица добровољно нуди да постане шпијунка уз накнаду, али њена понуда је одбијена.
Јулисиз Дијело прилази аташеу немачке амбасаде Мојзишу, нудећи му да фон Папену достави строго поверљива британска документа по цени од 20 хиљада фунти. Немци не знају да је Дијело лични собар британског амбасадора сер Фредерика Тејлора, као и бивши собар покојног грофа.
Фотографисани документи узети из сефа сер Фредерика показују се као оригинални. Дијело добија кодно име Цицерон и тражи да настави са продајом. Он даје свој новац Ани на чување и плаћа јој део, под условом да му буде дозвољено да користи њену нову вилу као место састанка за своје трансакције. Када јој такође исприча о свом сну да живи у Јужној Америци са њом, она га ошамари, али пристаје на његове услове.
Мојзиша је у Берлин позвао СС генерал Калтенбрунер, сумњичав према Цицероновим правим намерама. Савезници извршавају бомбардовање румунске нафтне рафинерије, тачно онако како су Цицеронови фотографисани документи навели. Пуковник фон Рихтер је послат у Анкару да преузме команду над преговорима са Цицероном, док Британци шаљу контраобавештајца Колина Траверса да идентификује шпијуна.
Анино новопронађено богатство и претходна спремност да постане шпијунка доводе до тога да падне под сумњу Траверса, који такође унапређује амбасадоров сеф са алармом против провале. Фон Рихтер тражи документ који описује савезничку операцију под називом Оверлорд, план инвазије на Дан Д, а Цицерон за то тражи 40.000 фунти.
Дијело схвата да би га једна страна ускоро могла убити или ухватити друга. Он се спрема да побегне у Јужну Америку, али открива да је Ана украла сав његов новац и отишла у Швајцарску. Она је такође послала писмо сер Фредерику у којем је признала да је његов собар шпијун којег Немци плаћају. Дијело уклања осигурач за аларм сефа, отвара сеф, фотографише планове за Дан Д и пресреће писмо, али чистачица замењује осигурач; када Дијело врати планове у сеф, он активира аларм и мора да побегне.
Дијело сада сигурно зна шта Ана осећа према њему. Без новца и у бекству, Дијело захтева и прима исплату од 100.000 фунти од Немаца за фотографије планова за Дан Д. Друго злонамерно Анино писмо упућено Немцима их дезинформише да је собар заправо британски шпијун, због чега они занемарују информације о Дану Д као непоуздане.
Дијело сам бежи у Рио де Жанеиро, где ужива у новом животу у благостању и слободи, све док га бразилске власти не ухапсе јер је сав његов новац фалсификован, креиран током операције Бернхард. Чињеница да је Анин новац у Швајцарској такође фалсификован доноси му утеху.

## Улоге
| Глумац          | Улога                                   |
| --------------- | --------------------------------------- |
| Џејмс Мејсон    | Јулисиз Дијело / Цицерон (Елјеса Базна) |
| Данијела Даријо | грофица Ана Стависка                    |
| Мајкл Рени      | Колин Траверс                           |
| Волтер Хемпден  | сер Фредерик Тејлор                     |
| Оскар Карлвајс  | Мојзиш                                  |
| Херберт Бергоф  | пуковник фон Рихтер                     |
| Џон Венграф     | гроф Франц фон Папен                    |
| Бен Астар       | Сиберт                                  |
| Роџер Плауден   | Макфаден                                |

## Награде
Филм је номинован за два Оскара: за најбољу режију (Манкевиц) и за најбољи сценарио (Вилсон). Манкевиц је такође номинован за награду Савеза америчких режисера за најбољег режисера, а Вилсон за награду Савеза писаца Америке за најбољи драмски сценарио. Он је освојио Златни глобус за најбољи сценарио, као и награду Едгар за најбољи мистериозни сценарио.

## Телевизијска адаптација
Филм је адаптиран у телевизијску серију од 1959–1960. од 16 епизода са Дејвидом Хедисоном и Лусијаном Палуци у главним улогама.